# MacGyver (2016) (seizoen 4)
Dit artikel vat het vierde seizoen van MacGyver samen. Dit seizoen liep van 7 februari 2020 tot en met 8 mei 2020 en bevat dertien afleveringen.

## Rolverdeling

### Hoofdrollen
- Lucas Till - Angus "Mac" MacGyver
- Tristin Mays - Riley Davis
- Justin Hires - Wilt Bozer
- Meredith Eaton - Matilda "Matty" Webber
- Levy Tran - Desiree "Desi" Nguyen
- Henry Ian Cusick - Russell "Russ/Rusty" Taylor

### Terugkerende rollen
- Leonardo Nam - Aubrey
- Tate Donovan - James MacGyver / 'Oversight'
- Jeri Ryan - Gwendolyn "Gwen" Hayes
- Amber Skye Noyes - Scarlett

## Afleveringen
| Nr. | Aflevering | Titel                                       | Regisseur        | Schrijver(s)                      | Selectie gastrollen | Uitzenddatum     |  |
| --- | ---------- | ------------------------------------------- | ---------------- | --------------------------------- | --- | ---------------- |  |
| 45 | 1          | Fire + Ashes + Legacy = Phoenix             | David Straiton   | Terry Matalas                     | Joshua Leonard - Martin Bishop Michael Wayne Foster - Russische beer Jenish Joseph - Carl Fernando Martinez - Carver                                                                    | 7 februari 2020  |  |
| Voormalige M16 agent Russ Taylor, nu werkzaam als privé militaire aannemer, huurt het team van Phoenix Foundation in om een biowapen op te sporen, die snel ingezet zal worden voor een aanval op een belangrijke stad in Amerika. De man die in het bezit is van dit wapen, Martin Bishop, onthult een mysterieus organisatie dat een plan heeft voor diverse aanvallen, om zo de aandacht te krijgen van belangrijke wereldleiders. Bishop pleegt dan zelfmoord door het nemen van een gifpil. Het team kan dan het wapen net op tijd onderscheppen voordat hij schade kan veroorzaken. Taylor stelt dan voor de Phoenix Foundation opnieuw op te starten als een particulier gefinancierde organisatie. |            |                                             |                  |                                   | |                  |  |
| 46 | 2          | Red Cell + Quantum + Cold + Committed       | David Straiton   | Terry Matalas                     | Emmanuelle Vaugier - majoor Anne Frost Camille Mana - Hanna Xander Berkeley - generaal John Acosta Braxton Alexander - zoon van John Acosta Kathryn Alexander - dochter van John Acosta | 14 februari 2020 |  |
| Generaal John Acosta huurt het team in om een geheim wapen uit een militaire lab te stelen, om zo de beveiliging hiervan te testen. Maar wanneer het team ontdekt dat de generaal dit wapen wil gebruiken voor een aanval, moet het team de generaal proberen te stoppen voordat hij dit wapen gaat gebruiken en om zijn gegijzelde dochter en kleinzoon te bevrijden. Wanneer het team deze twee heeft bevrijd, pleegt de gijzelaar zelfmoord, en het wordt dan duidelijk dat deze een relatie had met Martin Bishop (zie vorige aflevering). Ondertussen maakt Riley zich zorgen over de relatiebreuk tussen Mac en Desi, en Riley heeft een nieuwe vriend waarvan niemand, met uitzondering van Matty, op de hoogte is. |            |                                             |                  |                                   | |                  |  |
| 47 | 3          | Kid + Plane + Cable + Truck                 | Lily Mariye      | Rob Pearlstein                    | Christopher Convery - Asher Reinman Joe Williamson - Ben Reinman Chris Charm - pickup chauffeur Alonzo Ward - klerk                                                                     | 21 februari 2020 |  |
| Wanneer het team in een vliegtuig stapt, ontdekt het team een privévliegtuig met aan boord een piloot en zijn zoon. De piloot heeft een hartaanval, en Mac en Desi stappen dan in de lucht over om de piloot te helpen, maar ontdekken dan dat het noodgeval vooropgezet was. Tijdens de reddingsmissie krijgen Matty en Russ een meningsverschil over wie de hoogste autoriteit heeft om belangrijke beslissingen te nemen. Later erkent Russ dat Matty hiervoor de meeste kwaliteiten heeft. |            |                                             |                  |                                   | |                  |  |
| 48 | 4          | Windmill + Acetone + Celluloid + Firing Pin | Eagle Egilsson   | Andrew Karlsruher                 | Emil Beheshti - dr. Zachary Tutelman Ylfa Edelstein - Helen Beck Bolton Marsh - mysterieuze man Molly Graves - Jenna Bonham                                                             | 28 februari 2020 |  |
| Wanneer in Duitsland een gebouw ontploft, ontdekt Mac dat de oorzaak een tijdbom uit de Tweede Wereldoorlog was. Mac vindt dan een andere tijdbom dat nog niet ontploft is, en moet nu proberen deze te ontmantelen voordat het wel ontploft. Ondertussen probeert Desi een slachtoffer van de eerste bom uit de puinhopen te halen. Russ maakt zich zorgen over de rol van Bozer in het team. Mac ontdekt uiteindelijk dat Riley een nieuwe vriend heeft. Het team ontdekt een mysterieuze organisatie dat werkzaam was in de jaren '40, met de naam CODEX |            |                                             |                  |                                   | |                  |  |
| 49 | 5          | Soccer + Desi + Merchant + Titan            | Duane Clark      | Cindy Appel                       | James Callis - The Merchant Jade Albany Pietrantonio - Gabriella Dispatro Anna Bogomazova - Kristina Amanda Ayres - coach                                                               | 6 maart 2020     |  |
| Het team moet dan de strijd aan met CODEX door de inkomsten te bevriezen van The Merchant, wat bestaat uit het beïnvloeden van de uitslagen van damesvoetbalwedstrijden in Milaan. Desi gaat undercover als speelsters van een voetbalteam, en The Merchant trapt in de val om Desi proberen om te kopen door haar een wedstrijd te laten beïnvloeden. Het team ontdekt dat The Merchant een ontmoeting heeft met de leider van CODEX, genaamd Titan. Russ wil dan Titan oppakken, maar dit gaat verkeerd wanneer The Merchant een elektronische chip in Desi plant dat haar kan elektrocuteren en dit zal gebruiken wanneer zij een strafschop mist. Mac moet dan een manier vinden om haar te redden, en de rest van het team gaat dan achter The Merchant en Titan aan. Het lukt Mac om Desi te redden, maar de andere kunnen ontsnappen van het team. Op het einde is het team geschokt wanneer zij ontdekken dat Titan en Matty dezelfde persoon zijn. |            |                                             |                  |                                   | |                  |  |
| 50 | 6          | Right + Wrong + Both + Neithe               | Roderick Davis   | Andrew Klein                      | Maximilian Osinski - Anton Amanda Schull - Emilia West Nick Rhys - Victor | 13 maart 2020    |  |
| Het team is ervan heilig overtuigt dat Matty niet Titan is, en zij ontdekken dat CODEX valse bewijzen hiervoor op hun servers heeft gepland. Wanneer Russ in het vliegtuig zit belt hij met zijn voice mail waarop zijn voormalige liefde Emilia een bericht heeft ingesproken, en zij vraagt hem om hulp. Hij ontdekt dat zij ontvoert is door dezelfde Oost-Europese rebellen waartegen hij in zijn militaire tijd ook gevochten heeft. Hij neemt dan het team mee naar een dopje in Oekraïne waar zij Emilia kunnen redden, en rekenen ook meteen voorgoed met de rebellen af. |            |                                             |                  |                                   | |                  |  |
| 51 | 7          | Mac + Desi + Riley + Aubrey                 | Brad Turner      | Stephanie Hicks                   | Devon Sawa - Donovan James O'Malley Angela Zhou - Jennifer Kwok Dwayne Boyd - Hayden | 27 maart 2020    |  |
| Riley, haar nieuwe vriend, Aubrey, Mac en Desi zijn getuige van de moord op een restauranteigenaar door een huurmoordenaar die ingehuurd werd door een Chinese Bende. De moordenaar ontvoert dan Riley en Aubrey voor een schuld van 2 miljoen dollar, nadat Aubrey aan Riley onthult dat hij mede-eigenaar is van het restaurant. Aubrey ontdekt dat dat zijn bankaccount helemaal leeg is gehaald, en Riley biedt dan haar hacken ervaring aan om te ontdekken wie hierachter zit. Nadat de zaak is opgelost maken Riley en Aubrey hun relatie uit omdat hij gelogen heeft over zijn werk, en zij trekt dan bij Mac in. Ondertussen bezoekt Matty James MacGyver op in het ziekenhuis, en vertelt hem over de CODEX-situatie. Hij vertelt haar om het dossier te zoeken van File 47, en hij beschrijft dit als het einde van de wereld. |            |                                             |                  |                                   | |                  |  |
| 52 | 8          | Father + Son + Father + Matriarch           | David Straiton   | Travis Fickett                    | Peter Weller - Mason Keith David - Burke | 3 april 2020     |  |
| Wanneer Mason weer opduikt, moeten Mac en zijn vader Jimmy hun problemen opzijzetten om de strijd met Mason aan te gaan. Dan ontdekken zij dat CODEX dit allemaal opgezet heeft, en nu worden zij drieën gedwongen samen te werken om te kunnen ontsnappen. Zij worden dan door CODEX gevangengenomen, en maken kennis met Titan. Zij is in werkelijkheid de tante van Mac, genaamd Gwendolyn Gwen Hayes, en voormalige DXS-agente van wie werd uitgegaan dat zij dood was. Gwen verklaard dat de wereld wetenschappers heeft gedwongen om voor God te spelen, en de wereldbevolking flink te verminderen om zo de toekomst van de wereld veilig te stellen. Zij probeert dan Mac aan hun zijde te krijgen, maar dat mislukt. Mason en Jimmy hebben een plan om de plaats te vernietigen nadat Mac in veiligheid is, maar Jimmy wordt dan gedwongen dit handmatig te doen en overleeft dit blijkbaar niet. Mac kan dan samen met Mason veilig de plaats verlaten, en Mason kan dan weer ontsnappen. Ondertussen doet de CIA bij Phoenix Foundation een inval, nadat de CIA ontdekten dat Matty informatie opvroeg over File 47. Na deze inval licht Matty haar team in over File 47, en over de betrokkende personen. Deze personen zijn volgens de informatie allemaal dood, maar een ervan blijkt Gwen te zijn.                                                                |            |                                             |                  |                                   | |                  |  |
| 53 | 9          | Code + Artemis + Nuclear + N3mesis          | Michael Martinez | Brandon Botta Casey Tollett Botta | Holly Deveaux - Peyton Ramon De Ocampo - Phil Lasky Sea Shimooka - Kai Delaney Williams - Leonard Hawkes                                                                                | 10 april 2020    |  |
| Wanneer in Los Angeles een grote stroomstoring plaatsvindt ontdekt Riley dat ‘’ N3MESIS’’ een oude hackcode heeft gebruikt, die zij in het verleden samen met twee andere hackers heeft geschreven, om een nucleaire elektriciteitscentrale te hacken. Riley gaat dan op zoek naar Paige, die nu werkzaam is als een succesvolle ondernemer is, voor de mastersleutel voor het hackprogramma. Het lukt Riley de computer van de nucleaire elektriciteitscentrale weer opnieuw op te starten, maar dan neemt iemand anders de computer over om een meltdown op te starten. Terwijl Mac en het team een apparaat verzinnen om de meltdown te vertragen, vinden Riley en Desi een zekere Kai die op een video te zien was waar zij de energiecentrale aan het hacken was. Kai verklaart dat zij door iemand betaald werd om dit te doen, en deze persoon blijkt een zekere Peyton te zijn. Peyton wilde met haar actie aantonen hoe zwak de beveiliging van de centrale is. Het team kan de meltdown voorkomen, maar tegen een hoge prijs. Wanneer de rust weer is weergekeerd bezoekt Riley Kai in de gevangenis, en bedankt haar voor het vinden van Peyton. Mac en Russ bekijken gegevens op een USB-stick dat Jimmy heeft achtergelaten wanneer hij zou sterven, en zij zien Jimmy hen een reeks nummers geven. Wanneer dit gebeurt vernietigd de USB-stick en laptop zichzelf. |            |                                             |                  |                                   | |                  |  |
| 54 | 10         | Tesla + Bell + Edison + Mac                 | Yangzon Brauen   | Rob Pearlstein                    | John Ales - Nikola Tesla Ramon De Ocampo - Phil Lasky Marsha Thomason - dr. Cheryl Werner Scottie Thompson - Ellen                                                                      | 17 april 2020    |  |
| Het team ontdekt dat de geheime code, die Jimmy voor hen achterliet, het adres bevat van een afgelegen huis waar Nikola Tesla een superwapen aan het bouwen was. Wanneer het team het huis bezoekt worden zij overvallen door CODEX, en Mac raakt daarbij gewond waarbij hij kortetermijngeheugen verliest. Mac ondergaat dan een gevaarlijke hersenbehandeling, dat hem terugbrengt naar een huis in de jaren 20. Daar ontmoet hij de schoolbullebak, de energiecentralesupervisor die opgeofferd werd (in de vorige aflevering), Thomas Edison, Alexander Graham Bell, zijn moeder Ellen en zijn boosaardige zelf voordat hij Tesla zelf ontmoet voor antwoorden over zijn korte geheugenverlies. Ondertussen zijn Russ, Desi en Riley druk op zoek naar het superwapen, voordat CODEX deze vindt. Zij vinden het uiteindelijk in een verlaten mijn, en zij ontdekken dat het een type van een elektromagnetisch stralingsgeweer is. Een herstelde Mac neemt telefonisch contact op met de rest van het team, en legt hen uit hoe dit wapen te gebruiken. Het team gebruikt het wapen op CODEX, wat hen vernietigd met uitzondering van Scarlett die kan ontsnappen. De aflevering eindigt met dat Desi een maaltijd maakt voor Mac bij hem thuis, en als Mac door de raam kijkt ziet hij de spiegeling van zijn boosaardige zelf.                                             |            |                                             |                  |                                   | |                  |  |
| 55 | 11         | Psy-Op + Cell + Merchant + Birds            | Ericson Core     | Stephanie Hicks Andrew Klein      | James Callis - The Merchant / Clive Adelle Drahos - techneut Ming Lo - Frank | 24 april 2020    |  |
| Wanneer The Merchant in China gevangen is genomen, wordt hij gedrogeerd en naar Los Angeles vervoert. Russ zet daar een gesimuleerde Chinese gevangenis op voor The Merchant, zo dat hij denkt nog steeds in China te zijn. Mac wordt ook in deze gevangenis gezet als zijn celmaat, en doet alsof hij door Gwen is overgehaald om zich bij CODEX te voegen. Het uiteindelijke doel van Mac is om The Merchant zo de locatie van de bunker te laten onthullen. The Merchant ontdekt echter de simulatie van de gevangenis, en krijgt een code bericht bij CODEX, die dan een inval plannen om hem vrij te krijgen. Na een bloedige strijd wordt The Merchant met een auto meegenomen, maar het wordt duidelijk dat zijn ontvoerders Russ en Bozer zijn. Russ onthuld dat zijn code voor CODEX onderschept werd, en de daaropvolgende strijd opgezet was. Mac bezoekt dan The Merchant op in de gevangenis en vraagt hem hoe overtuigend hij was toen hij vertelde overgelopen te zijn, en hij vertelt Mac dat hij in zijn ogen zag dat hij de waarheid vertelde. |            |                                             |                  |                                   | |                  |  |
| 56 | 12         | Loyalty + Family + Rogue + Hellfire         | Geoff Shotz      | Jim Adler                         | Sean Blakemore - Danny Linson Zach McGowan - Ramon Monica Garcia Bradley - serveerster Mary Elizabeth Kirkpatrick - Ellen                                                               | 1 mei 2020       |  |
| Russ vraagt zich af of Mac nog wel loyaal naar hen is wanneer zijn biofeedback onthult dat hij in zijn gesprekken met The Merchant niet gelogen heeft. Mac blijft dan bij hoog en laag beweren dat hij toen een rol speelde, maar Desi blijft ook wantrouwig naar Mac toe. Russ en Matty bezoeken het Witte Huis voor militaire steun om CODEX voorgoed uit te schakelen. Er wordt een raketaanval gepland op CODEX, en Mac is het hier niet mee eens. Hij weet dat op dat locatie ook kinderen en onschuldige mensen zijn, en hij weet dit na gesprekken met Gwen. Gwen onthuld ook aan Mac dat zijn moeder niet aan kanker is overleden, maar is vermoord door de Amerikaanse overheid. Mac is geschokt en is dan overtuigd dat de beste manier om CODEX te stoppen is, om bij hen te infiltreren en hen te overtuigen dat er andere manieren zijn om hun doel te bereiken. Hij neemt Scarlett uit haar gevangenschap, en wil dat zij hem helpt om de locatie van CODEX te bereiken, en worden later vergezeld door Riley. De drie bemachtigen het wapen van Tesla, en met dit wapen lukt het hun de raket die onderweg was te onderscheppen, en aangekomen bij CODEX worden zij verwelkomt door Gwen. |            |                                             |                  |                                   | |                  |  |
| 57 | 13         | Save + The + Dam + World                    | Carlos Bernard   | Terry Matalas                     | | 8 mei 2020       |  |
| NNB |            |                                             |                  |                                   | |                  |  |